# Rohan Pradeep Kumara
Rohan Pradeep Kumara (né le 10 mars 1975) est un athlète srilankais, spécialiste du 400 m.

## Carrière
Il bat le record national du relais 4 × 400 m en 2000. Son record personnel est de 45 s 25 obtenu en 2000.